# Нисимура, Мотоки
Мотоки Нисимура (яп. 西村 昌樹; род. 8 июня 1947, Тиба) — японский дзюдоист, победитель летней Универсиады, чемпион Азии, бронзовый призёр летних Олимпийских игр 1972 года в Мюнхене.

## Карьера
Выступал в тяжёлой (свыше 93 кг) и абсолютной весовых категориях. В 1967 году выиграл летнюю Универсиаду в Токио. В 1970 году стал чемпионом Азии в Гаосюне.
На летних Олимпийских играх 1972 года в Мюнхене Нисимура победил швейцарца Пьера Париса, но проиграл советскому дзюдоисту Гиви Онашвили. В утешительной серии японец победил сенегальца М'Багника М'Боджа, француза Жан-Клода Брондани, но в полуфинале проиграл голландцу Виллему Рюске и удостоился бронзовой награды Олимпиады.